# PA-utrustning

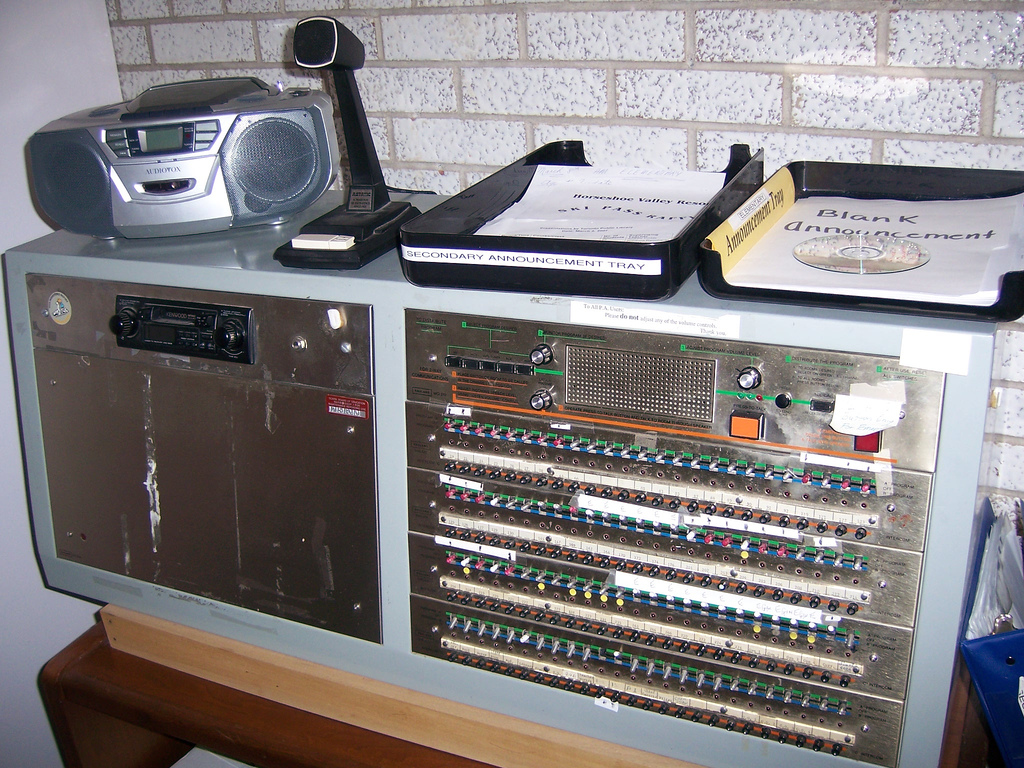
PA-system i en skola

PA står för Public Address, det vill säga en ljudanläggning som används för att påkalla allmänhetens uppmärksamhet. PA-anläggningar har historiskt sett använts på såväl järnvägsstationer som vid konserter. En PA-anläggning kan bestå av ett stort antal komponenter, men består i sin enklaste form av en signalkälla till exempel mikrofon samt en högtalare av något slag med tillhörande förstärkeri. 
I avancerade PA-tillämpningar ingår mikrofoner, ibland DI-boxar (signalanpassning) för signalsvaga instrument, kablar (ofta med XLR-kontakt), ofta multikabel (kabel för många signaler mellan scen och mixer), mixerbord, ljudprocessorer (reverb etc), högtalarsystem för scen och publik vilka ibland drivs av separata slutsteg (förstärkare) eller är aktiva, dvs förstärkarna är inbyggda i högtalarna.  
Ljudförstärkningssystem och PA-system kan bestå av samma komponenter, dock tillämpas de på olika sätt trots att det inte finns någon tydlig skillnad mellan de två termerna. En annan term för PA-system är Tannoy och kommer från ett brittiskt företag numera ägt av TC Electronic Group som försåg Storbritannien med många av de PA-system som användes förr.

## Mindre system

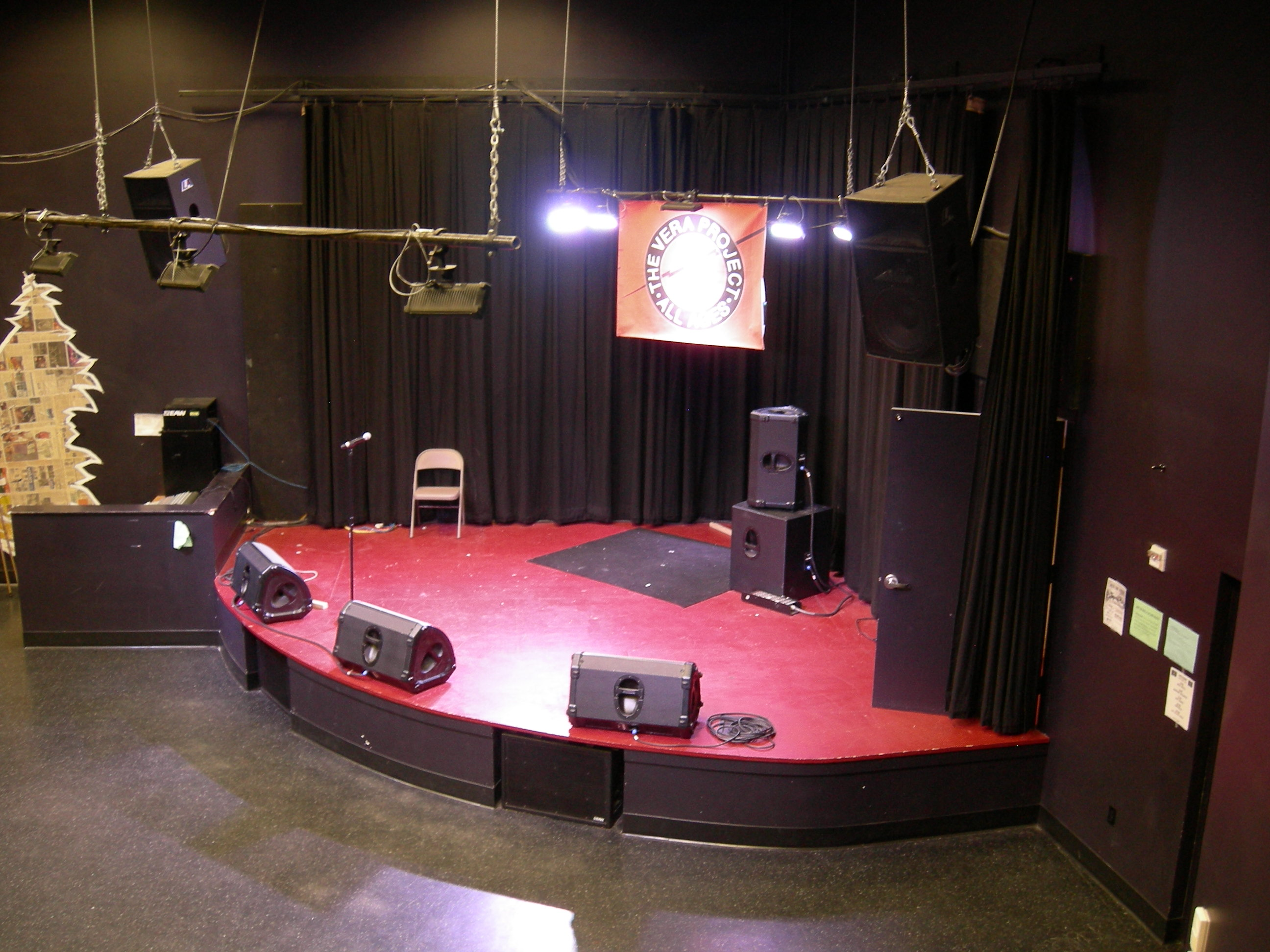
Ett vanligt PA-system för en mindre scen.

Mindre PA-system används ofta på platser som skolor, kyrkor och barer. En ljudkälla (till exempel en dator eller annat uppspelningsmedium) kan anslutas till PA-systemet för att få ljudet uppspelat.
Små klubbar och barer använder ofta ett par Front of House-högtalare och subwoofers riktade mot publiken. Mindre högtalare riktas mot artisterna så att de ska kunna höra sig själva. Ofta är Front of House-högtalarna upphöjda. På mindre platser, till exempel caféer, kan mixerbordet stå på scenen för att artisterna ska kunna ställa in ljudet själva. På större platser kan mixerbordet stå bakom publiken tillgänglig för en ljudtekniker som ställer in ljudet.

## Större system

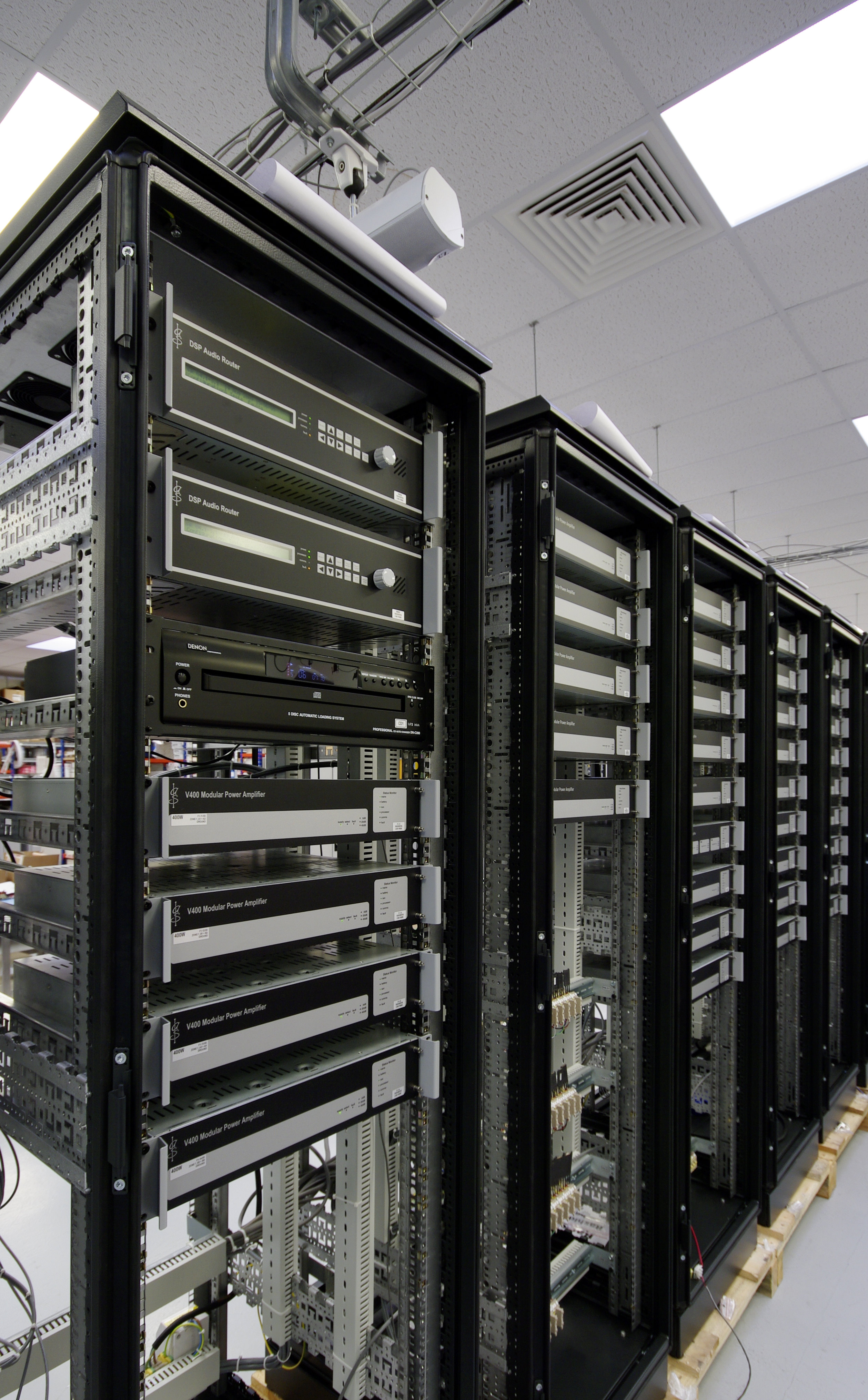
PA-system bestående av förstärkare, mixers och routers för en större internationell flygplats.

Vissa PA-system har högtalare som täcker ett helt skolområde, industrizon eller annan större anläggning (till exempel en stadium). Ett stort PA-system kan också användas för att sprida en larmsignal under en nödsituation. För större konserter används ofta två fullständiga PA-system: Ett system för publiken och ett för artisternas medhörning. Varje system består av ett mixerbord, ljudbearbetningsutrustning, förstärkare och högtalare. Eftersom två separata PA-system används kan de mixas olika: en mix är anpassad för publiken och den andra är anpassad för artisterna.
- PA-systemet för publiken, ofta kallad Front of house (FOH), använder vanligtvis ett antal kraftfulla förstärkare är kopplade till stora högtalare. En stor klubb använder vanligen förstärkare som levererar 3000 till 5000 watt, medan en utomhuskonsert kan ha förstärkare som levererar över 10 000 watt.
- Medhörningen, ofta kallad monitorsystem eller foldback, i en stor klubb använder vanligtvis en strömförsörjning mellan 500 och 1000 watt till flera högtalare. Vid större utomhuskonserter kan monitorsystem kräva flera tusen watt.

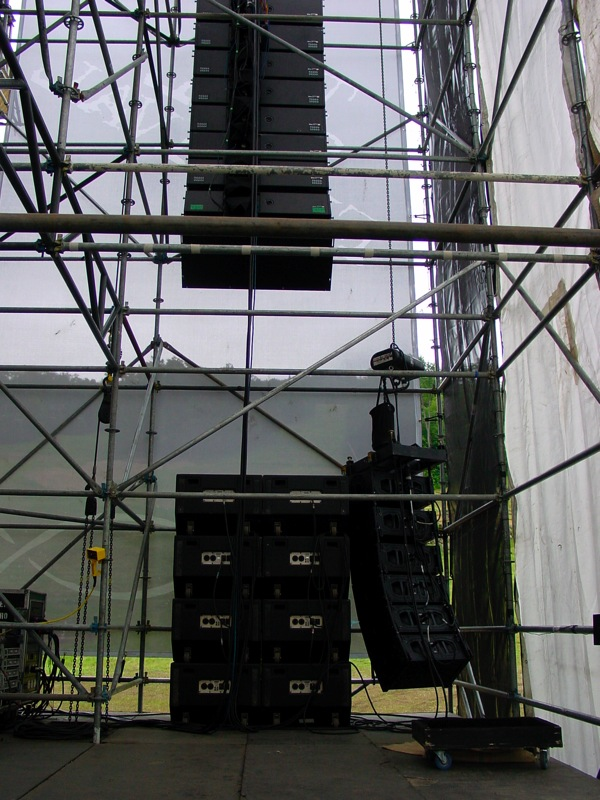
Högtalarsystem med tillhörande subwoofer vid en konsert.

## Exempel på tillverkare av PA-utrustning
- JBL (Högtalarsystem, slutsteg och ljudprocessorer)
- RCF (Högtalarsystem)
- Midas (Mixerbord)
- Yamaha (Mixerbord, högtalarsystem, ljudprocessorer)
- Sennheiser (Hörlurar, mikrofoner)
- Shure (Mikrofoner)